# Tristis est anima mea (attribué à Kuhnau)
Tristis est anima mea (« Triste est mon âme ») est un motet sacré pour cinq voix, attribué à Johann Kuhnau, Thomaskantor à Leipzig. Le texte est le second répons de l'Office des Ténèbres pour le Vendredi Saint, un des textes en latin conservés dans la liturgie après que la ville s'est convertie au luthéranisme.
Jean-Sébastien Bach, successeur de Kuhnau à la Thomaskirche, a adapté la musique à un texte allemand, Der Gerechte kömmt um et ajouté un accompagnement instrumental.

## Histoire

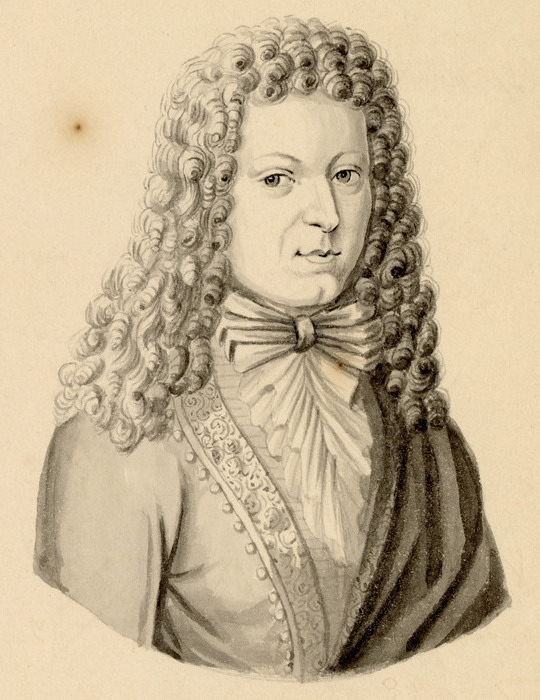
Johann Kuhnau

Johann Kuhnau était le prédécesseur de Jean-Sébastien Bach comme Thomaskantor à Leipzig. La biographie de ce dernier écrite par Philipp Spitta au XIXe siècle contient le paragraphe suivant :

« [Kuhnau] était plus versé dans les techniques d'écriture vocale que la plupart des autres compositeurs allemands de l'époque. Son motet en cinq parties pour le Jeudi Saint, Tristis est anima mea usque ad mortem,288 peut être compté parmi les œuvres les plus éminentes de ce genre; si elle n'est pas à égalité de mérite avec les motets de Joh. Christoph et Joh. Ludwig Bach même dans les qualités techniques, il montre une ampleur de conception qui trahit l'étude des modèles italiens classiques.

288. Il existe en parties séparées dans la bibliothèque de la Singakademie de Leipzig sous le numéro 362. »

Plus récemment, l'attribution à Kuhnau a été mise en doute,. Depuis lors, il s'est révélé impossible de certifier une paternité à partir de source critiques assurées (entre autres raisons parce que les parties de Leipzig mentionnées par Spitta ont disparu).

### Texte

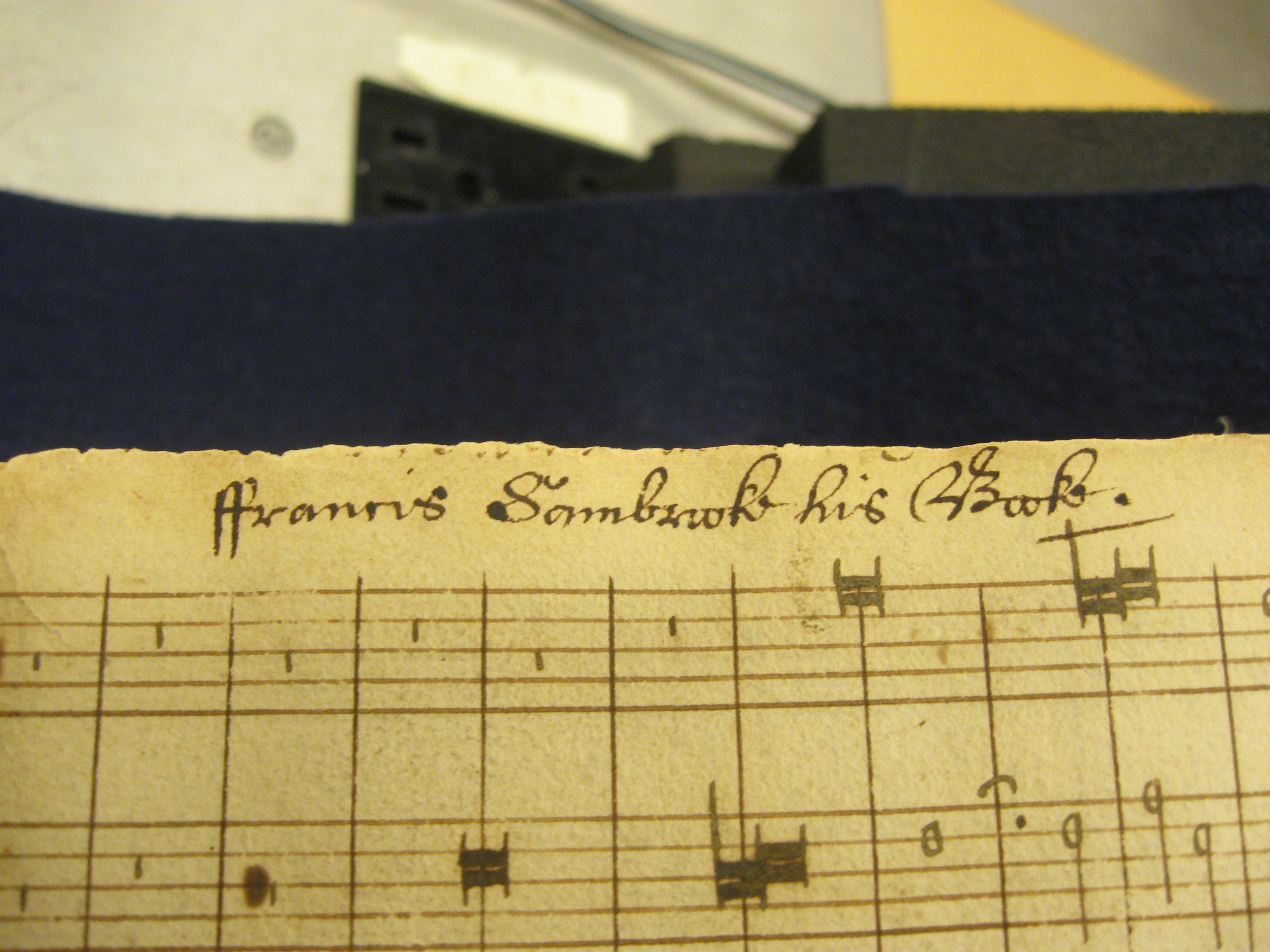
Premières notes chantées par le soprano et (premier) alto du Tristis est anima mea, no 1 dans de Lassus

Le motet est adapté au texte en latin du second répons des Ténèbres (en) pour le Jeudi saint. Le thème de ce texte est Jésus dans le jardin Gethsémani s'adressant à ses disciples. Les deux premières lignes sont des citations de l'Évangile selon Matthieu (chapitre 26, vers 38). Les premiers mots du texte, dits à la première personne, sont traduits par « Mon âme est affreusement triste » dans la Bible du roi Jacques (KJV). Alors que les deux premiers vers sont tirés de la Bible, les deux suivants sont une poésie anonyme. Jésus prédit que lorsque les disciples verront une foule (Iam videbitis turbam), ils s'enfuiront (Vos fugam capietis) et il ira se faire sacrifier pour eux (et ego vadam immolari pro vobis).

### Musique
Le compositeur a écrit le motet pour cinq voix, deux sopranos, alto, ténor et basse (SSATB). Il suit l'exemple de Roland de Lassus du même texte - également pour cinq voix - indiqué SAATB ou SATTB selon l'édition. Les deux œuvres commencent de la même façon, avec des « entrées de voix se chevauchant étroitement avant de passer à une déclamation monophonique sur les mots » Iam videbitis turbam (« Vous verrez la foule »).
Le compositeur suit les modèles italiens. John Butt décrit son approche comme étant « conservatrice dans la texture mais extrêmement expressive ».
Les huit premières mesures sont consacrées exclusivement au mot tristis (triste, douloureux) tandis que les voix entrent l'une après l'autre, chacune commençant par une note prolongée, de la plus basse à la plus haute en chantant un court motif de soupir. Alors seulement vient la première ligne complète, exprimée en polyphonie jusqu'à la 20e mesure qui se termine par ad mortem (« dans la mort »), que la basse chante en une ligne descendante chromatique de longues notes. Ad mortem est répété qui fait écho au commencement : les voix entrent de nouveau l'une après l'autre mais en commençant avec la voix la plus élevée. Les harmonies sont intensifiées pour se résoudre à la 30e mesure. Après un court repos, la deuxième ligne du texte est présentée construite de façon similaire, cette fois dans une séquence venant de l'intérieur : alto, soprano et ténor II ensemble, soprano I et basse presque ensemble, toutes arrivant en homophonie à la 50e mesure sur le dernier mot mecum, qui marque le début du texte biblique suivi d'un long repos avec un point d'orgue.
Les prédictions se succèdent sans repos. La première (« vous verrez une foule ») commence dans la déclamation homophonique, la seconde (« m'entourer », 60e mesure) construire avec des entrées dans la teneur de la séquence, alto, soprano II, basse, soprano I, la troisième (« vous vous enfuirez », 70e mesure) dans une texture plus dense avec entrée de deux voix ensemble et un motif répété d'une ligne descendante rapide. Dans la quatrième prédiction Et ego vadam (« Et je partirai », 85e mesure), Jésus parle de lui-même et le compositeur exprime cela au moyen des voix qui entrent l'une après l'autre mais avec exactement le même motif dans les quatre premières voix de la même hauteur (ténor, basse, soprano II, alto. Après un saut de sixte mineure, des avancées égales emmènent vers le haut. Les voix arrivent en homophonie lorsqu'elles prononcent immolari (« sacrifié ») pour la première fois, suivi d'un long repos avec point d'orgue. Le mot est répété et intensifié (à partir de la 99e mesure), avec un point culminant des soprano montant progressivement vers le sol, leur note la plus haute. Les mots pro vobis (« pour toi ») suivent au sein de la polyphonie, d'abord par l'alto, immédiatement suivie de la soprano II, soprano I et la basse ensemble et le ténor. Dans la dernière phrase, les étapes ascendantes apparaissent chez la basse.

Tout au long de la pièce, le compositeur conserve le même rythme et la même humeur, avec une attention subtile à différentes parties et même à des mots spécifiques du texte. L’œuvre a été qualifiée de création « sereinement réfléchissante ». Butt conclut : 

« Cette pièce, apparemment interprétée par JS Bach, n'est pas attribuable à Kuhnau avec certitude. Elle montre cependant le travail d'un compositeur habile et très imaginatif avec un considérable sens dramatique »

.

## Der Gerechte kömmt um
Au début des années 1750, Johann Christoph Altnikol, gendre de Johann Sebastian Bach, assemble l'oratorio de la Passion Wer ist der, so von Edom kömmt, pasticcio en 42 mouvements qu'il a dirigé à Leipzig. Il se fonde sur la cantate de Passion alors populaire Ein lämmlein geht und trägt die Schuld (« Un agnelet va et porte la culpabilité ») de Carl Heinrich Graun (GraunWV B:VII:4) qui a été élargie avec des compositions de Georg Philipp Telemann et autres. Les no 19 et 20 du pasticcio ont été composés par Johann Sebastian Bach (BWV 127 no 1 et BWV 1088 respectivement).
Sur le fondement du style, des musicologues comme Diethard Hellmann (en) considèrent le chorus no 39 du pasticcio, version orchestrée du motet Tristis est anima mea sur un texte parodique, comme un arrangement de Bach. La musique est transposée un demi ton plus bas en mi mineur. Le texte allemand du chœur, Der Gerechte kömmt um (Le Juste périt (en)), est traduit d'Isaïe, chapitre 57, vers 1, 2e rang. Ecce quomodo moritur justus, une version latine de ce texte, est un autre répons pour la Semaine sainte (en). L'arrangement avec le texte allemand a pu être un motet indépendant (d'enterrement ?) joué à Leipzig à l'époque de Bach. L'accompagnement orchestral se compose de deux pièces caractéristiques pour vents, cordes et continuo,.
Si les deux attributions sont exactes (l'« original » est de Kuhnau, l'« arrangement » de Bach), cela semble être le seul exemple de Bach, qui possédait de nombreuses partitions de Kuhnau, adoptant la musique de son prédécesseur. Néanmoins, on trouve relever certains échos dans d'autres morceaux : ainsi dans le chœur final de la toute première cantate de Bach à Leipzig, Jesus nahm zu sich die Zwölfe, dans le chœur du Magnificat et Bach lui emprunta également le titre de Clavier-Übung. De sévères appréciations ont été portées sur la qualité de la musique de Kuhnau : Spitta, après avoir décrit les différents aspects de sa musique chorale, conclut : « Kuhnau ne comprenait pas le monde, ni le monde ne le comprenait... ». La qualité musicale de Tristis est anima mea semble s'élever au-dessus de ces remarques, ce pourquoi l'attribution à Kuhnau est considérée comme douteuse et pourquoi il semble raisonnable de supposer que Bach, à en juger par la qualité, l'a réutilisé.

## Publication
Tristis est anima mea est publié par Carus-Verlag dans une version avec basse continue. Le motet paraît dans une édition critique intitulée The Kuhnau-Project, éditée par David Erler (en) chez Pfefferkorn Musikverlag.

## Enregistrements
Tristis est anima mea est souvent enregistré notamment par le Dresdner Kreuzchor dirigé par Rudolf Mauersberger en 1957 et par le Chœur de garçons de Windsbach dirigé par Hans Thamm (en) en 1967. Une sélection de musique sacrée de Kuhnau est donnée par The King's Consort sous la direction de Robert King (en) en 1998. Le chœur de chambre Joaquin des Préz, dirigé par Ludwig Böhme, le chante en 2012 dans le cadre d'une sélection de musique de Bach et de ses prédécesseurs comme Thomaskantor. Un critique écrit : « L'arrangement Tristis est anima mea n'est pas entièrement authentifié comme étant de Johann Kuhnau ... Pourtant, qui que ce soit qui l'a écrit, ce motet, si sûr, direct et émouvant, est l'un des plus accrocheurs dans cette sélection». Parmi les enregistrements plus récents, on peut citer celui de l'ensemble Pygmalion dirigé par Raphaël Pichon (Outhere music 2008).

## Source de la traduction
- (en) Cet article est partiellement ou en totalité issu de l’article de Wikipédia en anglais intitulé « Tristis est anima mea (attributed to Kuhnau) » (voir la liste des auteurs).